# Ravenden
Ravenden és una població dels Estats Units a l'estat d'Arkansas. Segons el cens del 2000 tenia 511 habitants.

## Demografia
Segons el cens del 2000, Ravenden tenia 511 habitants, 209 habitatges, i 145 famílies. La densitat de població era de 95,3 habitants/km².
Dels 209 habitatges en un 34,9% hi vivien nens de menys de 18 anys, en un 53,6% hi vivien parelles casades, en un 12,9% dones solteres, i en un 30,6% no eren unitats familiars. En el 26,8% dels habitatges hi vivien persones soles el 9,6% de les quals corresponia a persones de 65 anys o més que vivien soles. El nombre mitjà de persones vivint en cada habitatge era de 2,44 i el nombre mitjà de persones que vivien en cada família era de 2,97.
Per edats la població es repartia de la següent manera: un 27,6% tenia menys de 18 anys, un 8,8% entre 18 i 24, un 24,9% entre 25 i 44, un 23,1% de 45 a 60 i un 15,7% 65 anys o més.
L'edat mediana era de 37 anys. Per cada 100 dones de 18 o més anys hi havia 93,7 homes.
La renda mediana per habitatge era de 25.625 $ i la renda mediana per família de 29.896 $. Els homes tenien una renda mediana de 23.281 $ mentre que les dones 14.444 $. La renda per capita de la població era de 10.723 $. Entorn del 19,5% de les famílies i el 28,4% de la població estaven per davall del llindar de pobresa.

## Poblacions més properes
El següent diagrama mostra les poblacions més properes.